# Kabelhorst
Kabelhorst est une commune allemande du Schleswig-Holstein, située dans l'arrondissement du Holstein-de-l'Est (Kreis Ostholstein), à neuf kilomètres au sud de la ville d'Oldenburg in Holstein. Kabelhorst est l'une des sept communes de l'Amt Lensahn dont le siège est à Lensahn.